# MRE11A
Белок репарации двойных разрывов нитей MRE11A — белок, кодируемый у человека геном MRE11A.

## Функция
Этот ген кодирует ядерный белок, участвующий в гомологичной рекомбинации, теломере обслуживания длины, и репарации двойных разрывов ДНК. Сам по себе, белок имеет от 3' до 5' экзонуклеазную и эндонуклеазную активности. Белок образует комплекс с гомологом Rad50; этот комплекс необходим для негомологичного соединения концов ДНК и имеет увеличенную одноцепочечной ДНК-эндонуклеазу, и от 3' до 5' экзонуклеазную активность. В сочетании с ДНК -лигазой, этот белок способствует присоединению некомплементарных концов in vitro с использованием коротких гомологов вблизи концов фрагментов ДНК. Этот ген имеет псевдоген на хромосоме 3. Альтернативный сплайсинг этого гена приводит к двум вариантам транскрипции, кодирующих различные изоформы.

## Ортологи MRE11A
Mre11, ортолог человеческого MRE11A, происходит от прокариот архей  Sulfolobus acidocaldarius . В этом организме белок Mre11 взаимодействует с белком Rad50 и, кажется, играет активную роль в репарации повреждений ДНК, экспериментально созданных гамма-излучением. Кроме того, во время мейоза в эукариотической протисте  Tetrahymena  Mre11 требуется для репарации повреждений ДНК, в данном случае двойных разрывов, с помощью процесса, который, вероятно, включает в себя гомологичную рекомбинацию. Эти наблюдения показывают, что человеческий MRE11A происходит от прокариотических и протистических предков белков Mre11, которые играли роль в начале процесса репарации повреждений ДНК.

## Сверхэкспрессия MRE11 при раке
MRE11 играет важную роль в микрогомологичном соединении концов, поддержании длины теломер и репарации двойных разрывов ДНК. Это один из 6 ферментов, необходимых при ошибке пути репарации ДНК. MRE11 сверхэкспрессируется при раке молочной железы.
При раке очень часто недостаёт экспрессии одного или более генов репарации ДНК, но сверхэкспрессия генов репарации ДНК при этом меньше обычной. Например, по крайней мере, 36 ферментов репарации ДНК, при мутационных нарушениях в клетках зародышевой линии, вызывают повышенный риск рака (наследственных синдромов рака). Аналогично, по крайней мере, 12 генов репарации ДНК, как было установлено, эпигенетически репрессированы в одном или нескольких видах рака. Как правило, недостаточная экспрессии ферментов репарации ДНК приводит к увеличению не репарированных повреждений ДНК, которые посредством ошибки репликации приводят к мутациям и раку. Тем не менее, опосредованная MRE11 репарация MMEJ весьма неточна, так что в этом случае сверхэкспрессия, а не обычная экспрессия, по-видимому, приводит к раку.

## Взаимодействия
MRE11A, как было выявлено, взаимодействует с:
- ATM[12][13],
- BRCA1[13][14][15][16],
- Ku70[17],
- MDC1[англ.][18],
- NBN[13][19][20][21][22],
- Rad50[13][14][17][19][23] и
- TERF2[англ.][24].